# Список депутатов Верховного Совета РСФСР VI созыва
Список депутатов Верховного Совета РСФСР VI созыва
Верховный Совет РСФСР согласно Конституциям 1937 и 1978 годов является высшим органом государственной власти РСФСР. После изменения названия государства (декабрь 1991 г.) — Верховный Совет Российской Федерации.
Депутаты ВС РСФСР избирались по территориальным избирательным округам сначала по норме представительства, охватывавшей определённую численность населения. В связи с ростом населения росло и число депутатов ВС РСФСР, поэтому было решено установить твёрдую численность ВС РСФСР. По Конституции 1978 г. он состоял из 975 депутатов.
Согласно ст. 104 Конституции, ВС РСФСР правомочен решать все вопросы, отнесённые Конституцией СССР и Конституцией РСФСР к ведению РСФСР. Его исключительными правами были: принятие Конституции РСФСР, внесение в неё изменений, представление на утверждение ВС РСФСР образования новых автономных республик и автономных областей в составе РСФСР, утверждение государственных планов экономического и социального развития РСФСР, государственного бюджета РСФСР и отчётов об их исполнении, образование подотчётных ВС РСФСР органов. Законы РСФСР принимались либо ВС РСФСР, либо референдумом, проводимым по решению ВС РСФСР. ВС РСФСР проводил две сессии в год продолжительностью два-три дня. ВС РСФСР образовывал постоянные комиссии, которые работали в течение более длительного срока.
Депутаты Верховного Совета РСФСР VI созыва работали с 1963 по 1967 годы.
Всего 884 депутата.
| # А Б В Г Д Е Ё Ж З И К Л М Н О П Р С Т У Ф Х Ц Ч Ш Щ Э Ю Я |

## А
1. Абрамов, Иван Ильич, Воронежская область
2. Абрамова, Зинаида Павловна, Москва
3. Абрамова, Юлия Николаевна, Горьковская область
4. Абсалямов, Сагадей Сулейманович, Башкирская АССР
5. Авилова, Вера Павловна, Ленинградская область
6. Аврамова, Анна Григорьевна, Коми АССР
7. Авченко, Виктор Фёдорович, Приморский край
8. Агуреев, Алексей Алексеевич, Московская область
9. Азаренков, Владимир Кириллович, Красноярский край
10. Акимова, Клавдия Ивановна, Смоленская область
11. Акишин, Александр Иванович, Пензенская область
12. Александров, Александр Михайлович, Астраханская область
13. Александров, Сергей Кириллович, Новгородская область
14. Алексеев, Евгений Тимофеевич, Ивановская область
15. Алексеев, Ростислав Евгеньевич, Горьковская область
16. Алексеева, Мария Петровна, Ульяновская область
17. Алмазов, Ильяс Абдулаевич, Чечено-Ингушская АССР
18. Алмакаев, Пётр Афанасьевич, Марийская АССР
19. Амбарян, Хачик Минасович, Калининградская область
20. Амелько, Николай Николаевич, Приморский край
21. Аминев, Ахмет Гатаевич, Башкирская АССР
22. Амиров, Мирсаяф Масалимович, Татарская АССР
23. Ананьева, Татьяна Георгиевна, Московская область
24. Ангельев, Дмитрий Дмитриевич, Ростовская область
25. Андреев, Николай Фёдорович, Саратовская область
26. Андреева, Элеонора Петровна, Тульская область
27. Андрианов, Михаил Степанович, Алтайский край
28. Антонова, Вера Александровна, Ивановская область
29. Арико, Григорий Иванович, военный избирательный округ
30. Арсентьев, Василий Никонорович, Архангельская область
31. Артамонов, Анатолий Иванович, Москва
32. Артемьев, Пётр Фёдорович, Карельская АССР
33. Артоболевский, Иван Иванович, Московская область
34. Астафьева, Мария Афанасьевна, Оренбургская область
35. Аталаева, Ольга Тихоновна, Марийская АССР
36. Афанасьев, Леонид Григорьевич, Коми АССР
37. Афанасьев, Сергей Александрович, Кемеровская область
38. Афонин, Иван Иванович, Брянская область
39. Ахазов, Тимофей Аркадьевич, Чувашская АССР
40. Ахмарова, Марха, Чечено-Ингушская АССР

## Б
1. Бабин, Анатолий Иванович, Марийская АССР
2. Базуева, Федосия Николаевна, Удмуртская АССР
3. Байбаков, Николай Константинович, Краснодарский край
4. Байков, Иван Иванович, Ленинград
5. Баканова, Надежда Васильевна, Тульская область
6. Бакутин, Михаил Яковлевич, Новосибирская область
7. Балакин, Георгий Николаевич, Приморский край
8. Баландина, Елизавета Васильевна, Ленинградская область
9. Балуева, Татьяна Николаевна, Тульская область
10. Банникова, Мария Алексеевна, Оренбургская область
11. Баранов, Фёдор Павлович, Калининская область
12. Баранова, Пелагея Максимовна, Орловская область
13. Бариев, Нургали Бариевич, Татарская АССР
14. Бармин, Павел Александрович, Пермская область
15. Барьядаев, Константин Лаврентьевич, Бурятская АССР
16. Баскаков, Сергей Алексеевич, Пермская область
17. Батурин, Василий Семёнович, Тульская область
18. Бахрушева, Клара Архиповна, Кировская область
19. Башенхаев, Виктор Бахалханович, Иркутская область
20. Башкирова, Алевтина Николаевна, Красноярский край
21. Бегизов, Таймураз Харитонович, Северо-Осетинская АССР
22. Беднягин, Яков Васильевич, Новгородская область
23. Безгодкова, Прасковья Афанасьевна, Белгородская область
24. Безносов, Павел Александрович, Коми АССР
25. Белик, Пётр Алексеевич, военный избирательный округ
26. Белобородов, Афанасий Павлантьевич, Саратовская область
27. Белова, Валентина Егоровна, Калининская область
28. Белоус, Пётр Михайлович, Кемеровская область
29. Белоусов, Павел Игнатьевич, Горьковская область
30. Беляев, Виктор Андреевич, Пермская область
31. Беляева, Людмила Павловна, Вологодская область
32. Бережихина, Людмила Ивановна, Краснодарский край
33. Березницкий, Иван Гаврилович, Псковская область
34. Беспалов, Александр Антонович, Ленинград
35. Бессонова, Елена Ивановна, Читинская область
36. Биркин, Николай Леонидович, Алтайский край
37. Бирюков, Алексей Сергеевич, Приморский край
38. Бирюков, Анатолий Ефимович, Москва
39. Бирюков, Василий Ильич, Тамбовская область
40. Бирюков, Иван Ильич, Горьковская область
41. Бирюков, Николай Степанович, Бурятская АССР
42. Бисярина, Валентина Павловна, Омская область
43. Биткин, Сергей Алексеевич, Ростовская область
44. Блохин, Николай Константинович, Астраханская область
45. Бобков, Владимир Фёдорович, Калининградская область
46. Богатнова, Екатерина Григорьевна, Ульяновская область
47. Богачёва, Екатерина Григорьевна, Красноярский край
48. Божко, Иван Акимович, Саратовская область
49. Бойко, Дмитрий Дмитриевич, Ростовская область
50. Бойкова, Анна Петровна, Ленинград
51. Бойцов, Василий Васильевич, Москва
52. Болдырёв, Владимир Афанасьевич, Ростовская область
53. Большев, Александр Саввич, Кировская область
54. Бондаренко, Иван Афанасьевич, Ростовская область
55. Бондарчук, Сергей Фёдорович, Волгоградская область
56. Бордылёнок, Николай Андреевич, Рязанская область
57. Борисенко, Клавдия Егоровна, Курская область
58. Борисов, Александр Васильевич, Свердловская область
59. Борисова, Юлия Константиновна, Москва
60. Бородаев, Тихон Иванович, Ростовская область
61. Босенко, Николай Васильевич, Ставропольский край
62. Боташева, Балбу Габиевна, Ставропольский край
63. Бочвар, Андрей Анатольевич, Ленинград
64. Бочкарёв, Павел Андриянович, Свердловская область
65. Брагин, Фёдор Селиверстович, Ленинградская область
66. Брежнев, Леонид Ильич, Москва
67. Брызин, Николай Николаевич, Курганская область
68. Брюханова, Мария Александровна, Пермская область
69. Буганова, Юлия Ивановна, Тамбовская область
70. Бугрим, Валентина Семёновна, Брянская область
71. Бугрименко, Николай Игнатьевич, Кемеровская область
72. Будаговский, Валентин Иванович, Тамбовская область
73. Бузаев, Николай Семёнович, Куйбышевская область
74. Буков, Иван Яковлевич, Астраханская область
75. Букова, Елизавета Ивановна, Пензенская область
76. Бурденков, Григорий Акимович, Брянская область
77. Бурков, Пётр Григорьевич, Свердловская область
78. Бурмистров, Фёдор Петрович, Ставропольский край
79. Бурова, Анастасия Ивановна, Горьковская область
80. Бусыгин, Иван Афанасьевич, Новосибирская область
81. Буторин, Алексей Александрович, Челябинская область
82. Бутусов, Сергей Михайлович, Кемеровская область
83. Бухаров, Александр Семёнович, Оренбургская область
84. Быстрюков, Иван Петрович, Курская область
85. Бычков, Або Николаевич, Челябинская область

## В
1. Вавилова, Нина Ивановна, Горьковская область
2. Ваганова, Екатерина Прокопьевна, Томская область
3. Вадивасов, Дмитрий Георгиевич, Саратовская область
4. Вайкок, Мариет Ереджибовна, Краснодарский край
5. Валягин, Александр Васильевич, Новгородская область
6. Васильев, Александр Филиппович, Брянская область
7. Васильев, Владимир Петрович, Ульяновская область
8. Васильев, Геннадий Абович, Орловская область
9. Васильев, Иван Фролович, Томская область
10. Васильев, Михаил Витальевич, Алтайский край
11. Васильева, Васса Марковна, Куйбышевская область
12. Васильева, Лидия Кузьминична, Кемеровская область
13. Васильева, Нина Васильевна, Псковская область
14. Вахитова, Флюра Мухаметхазиевна, Башкирская АССР
15. Верижников, Сергей Михайлович, Ленинград
16. Верушкин, Николай Андреевич, Рязанская область
17. Вершинин, Александр Дмитриевич, Красноярский край
18. Весёлова, Вера Борисовна, Калининская область
19. Ветютнева, Лидия Александровна, Волгоградская область
20. Витчуков, Николай Иванович, Свердловская область
21. Вишневский, Александр Александрович, Москва
22. Владыченко, Степанида Михайловна, Кемеровская область
23. Власенко, Леонид Андреевич, Вологодская область
24. Власова, Нина Михайловна, Иркутская область
25. Воинова, Маргарита Григорьевна, Оренбургская область
26. Волкова, Александра Семёновна, Саратовская область
27. Вонсовский, Сергей Васильевич, Свердловская область
28. Воробьёв, Александр Акимович, Томская область
29. Воробьёва, Софья Семёновна, Кировская область
30. Воробьёва, Таисия Вениаминовна, Ленинградская область
31. Воронин, Николай Иванович, Ростовская область
32. Воронинский, Сергей Сергеевич, Башкирская АССР
33. Воронов, Геннадий Иванович, Воронежская область
34. Воронов, Иван Емельянович, Архангельская область
35. Воронов, Феодосий Денисович, Челябинская область
36. Вороновский, Николай Анатольевич, Тульская область
37. Воротников, Виталий Иванович, Куйбышевская область
38. Выпряжкина, Валентина Ивановна, Ростовская область
39. Выходцев, Пётр Прокопьевич, Кемеровская область

## Г
1. Габдрахимов, Биктимир Кадырович, Башкирская АССР
2. Габитов, Митхат Исмагилович, Башкирская АССР
3. Гавина, Елена Фёдоровна, Калининградская область
4. Гаврилов-Подольский, Валентин Феодосьевич, Красноярский край
5. Газимагамаев, Азис Абдулвахитович, Чечено-Ингушская АССР
6. Галешкин, Михаил Александрович, Карельская АССР
7. Гамзатов, Султанбек, Дагестанская АССР
8. Гафарова, Тагзима Амиргазиевна, Башкирская АССР
9. Генералова, Анастасия Константиновна, Чувашская АССР
10. Георгиевский, Александр Сергеевич, Орловская область
11. Герасимов, Антон Владимирович, Москва
12. Герасимов, Виктор Яковлевич, Саратовская область
13. Герасимов, Константин Михайлович, Ростовская область
14. Герасимов, Сергей Васильевич, Владимирская область
15. Гиренко, Павел Дмитриевич, Свердловская область
16. Глазко, Анастасия Ивановна, Красноярский край
17. Глухов, Николай Петрович, Тамбовская область
18. Глуховской, Корнелий Аркадьевич, Новгородская область
19. Глушкова, Тамара Дмитриевна, Свердловская область
20. Гнедов, Алексей Трофимович, Смоленская область
21. Гнниатуллина, Бибинур Латфулловна, Татарская АССР
22. Голиков, Константин Николаевич, Омская область
23. Головкин, Василий Захарович, Архангельская область
24. Голубев, Николай Иванович, Орловская область
25. Гонтарь, Тамара Александровна, Краснодарский край
26. Горбатенко, Алексей Михайлович, Свердловская область
27. Горбачёва, Татьяна Васильевна, Брянская область
28. Горин, Дмитрий Петрович, Воронежская область
29. Горлова, Татьяна Ивановна, Новосибирская область
30. Горюнов, Владимир Алексеевич, Ленинград
31. Горячев, Ливадий Леонидович, Ярославская область
32. Гостенин, Николай Иванович, Алтайский край
33. Грабовая, Любовь Васильевна, Амурская область
34. Грибанов, Виктор Алексеевич, Вологодская область
35. Грибачёв, Николай Матвеевич, Брянская область
36. Гривко, Никита Дмитриевич, Кемеровская область
37. Григорьева, Нина Васильевна, Новосибирская область
38. Гриднев, Гавриил Степанович, Московская область
39. Гриценко, Александр Васильевич, Иркутская область
40. Гришанов, Василий Максимович, Краснодарский край
41. Гришин, Виктор Васильевич, Московская область
42. Груздева, Галина Сергеевна, Ивановская область
43. Грушин, Пётр Дмитриевич, Московская область
44. Губорев, Павел Трофимович, Кировская область
45. Гузенко, Парфентий Васильевич, Кемеровская область
46. Гунин, Павел Семёнович, Ярославская область
47. Гурылёва, Александра Геннадиевна, Москва
48. Гусейнова, Аминат, Дагестанская АССР

## Д
1. Дарьянов, Владимир Александрович, Алтайский край
2. Дахно, Константин Петрович, Ставропольский край
3. Дашевский, Юрий Владимирович, Калужская область
4. Девяткина, Алла Леонидовна, Калининская область
5. Дедова, Евдокия Михайловна, Липецкая область
6. Дементьева, Екатерина Павловна, Владимирская область
7. Дементьева, Прасковья Алексеевна, Удмуртская АССР
8. Дементьева, Раиса Фёдоровна, Москва
9. Демидов, Владимир Петрович, Ленинград
10. Демидова, Александра Ивановна, Калужская область
11. Демченко, Владимир Акимович, Московская область
12. Денисов, Геннадий Владимирович, Костромская область
13. Денисов, Михаил Михайлович, Кировская область
14. Десятник, Андрей Петрович, Читинская область
15. Дмитриев, Геннадий Владимирович, Москва
16. Дмитриев, Николай Иванович, Читинская область
17. Доброрадных, Павел Георгиевич, Кировская область
18. Добыш, Фёдор Иванович, Смоленская область
19. Доенин, Василий Николаевич, Башкирская АССР
20. Долгова, Нина Александровна, Волгоградская область
21. Дорофеева, Любовь Алексеевна, Татарская АССР
22. Дорошенко, Александр Андреевич, Омская область
23. Дракина, Лидия Ивановна, Сахалинская область
24. Душин, Григорий Андреевич, Архангельская область
25. Дьяченко, Евдокия Ивановна, Курская область
26. Дячук, Павел Максимович, Северо-Осетинская АССР

## Е
1. Евдокимова, Антонина Ивановна, Псковская область
2. Евдокимова, Елена Васильевна, Свердловская область
3. Евец, Михаил Юрьевич, Белгородская область
4. Егоров, Борис Сергеевич, Москва
5. Егоров, Валентин Григорьевич, Смоленская область
6. Егоров, Никита Васильевич, Московская область
7. Егорова, Валентина Петровна, Калининская область
8. Егорова, Римма Капитоновна, Чувашская АССР
9. Елизаветин, Михаил Иванович, Омская область
10. Емельянова, Зинаида Ивановна, Горьковская область
11. Епишко, Антонина Георгиевна, Хабаровский край
12. Ерзунов, Виктор Иванович, Пензенская область
13. Ермолова, Зинаида Васильевна, Липецкая область
14. Ерошевский, Тихон Иванович, Куйбышевская область
15. Ершова, Лидия Степановна, Пермская область
16. Ефремов, Леонид Николаевич, Курская область
17. Ештокин, Афанасий Фёдорович, Кемеровская область

## Ж
1. Жадов, Алексей Семёнович, Волгоградская область
2. Жарова, Таисия Фёдоровна, Ярославская область
3. Жеребин, Борис Николаевич, Кемеровская область
4. Жерносенко, Владимир Фёдорович, Новосибирская область
5. Жильцова, Ирина Александровна, Владимирская область
6. Жирнов, Иван Сергеевич, Московская область
7. Жулдыбин, Сергей Ильич, Удмуртская АССР
8. Журавлёва, Марина Ильинична, Ленинградская область

## З
1. Забавников, Пётр Андреевич, Тамбовская область
2. Забелина, Наталья Николаевна, Москва
3. Загребин, Арсений Михайлович, Удмуртская АССР
4. Зайцев, Вячеслав Сергеевич, Челябинская область
5. Зайцев, Леонид Иванович, Ярославская область
6. Зайцев, Михаил Васильевич, Чувашская АССР
7. Зайцева, Любовь Кузьминична, Орловская область
8. Замирякин, Константин Александрович, Свердловская область
9. Зародов, Константин Иванович, Вологодская область
10. Зарубина, Нина Ивановна, Челябинская область
11. Зарудний, Иван Федотович, Ростовская область
12. Захаров, Александр Романович, Белгородская область
13. Захаров, Виктор Алексеевич, Татарская АССР
14. Захаров, Георгий Васильевич, Приморский край
15. Захаров, Михаил Егорович, Московская область
16. Зверев, Борис Михайлович, Красноярский край
17. Земскова, Мария Васильевна, Ульяновская область
18. Зубакин, Василий Николаевич, Челябинская область
19. Зубеня, Серафима Семёновна, Калининская область
20. Зубов, Владимир Александрович, Челябинская область
21. Зуева, Мария Матвеевна, Омская область
22. Зырянов, Павел Иванович, Сахалинская область

## И
1. Иванов, Анатолий Васильевич, Ставропольский край
2. Иванов, Аркадий Данилович, Удмуртская АССР
3. Иванов, Владимир Михайлович, Псковская область
4. Иванов, Владимир Николаевич, Амурская область
5. Иванов, Георгий Александрович, Москва
6. Иванов, Семён Александрович, Якутская АССР
7. Иванова, Зинаида Ивановна, Камчатская область
8. Иванова, Людмила Афанасьевна, Калининская область
9. Ивановский, Евгений Филиппович, военный избирательный округ
10. Иванченко, Пётр Сергеевич, Красноярский край
11. Иваньков, Михаил Захарович, Смоленская область
12. Ивашкин, Андрей Петрович, Мордовская АССР
13. Ивашутин, Пётр Иванович, Воронежская область
14. Иващенко, Дмитрий Андреевич, Ростовская область
15. Ивлёва, Евгения Фёдоровна, Калужская область
16. Игнатов, Николай Григорьевич, Краснодарский край
17. Игошев, Георгий Николаевич, Тульская область
18. Изотов, Виктор Иванович, Курская область
19. Илларионова, Анна Ивановна, Рязанская область
20. Ильичёв, Анатолий Васильевич, Волгоградская область
21. Ильичёв, Леонид Александрович, Челябинская область
22. Ипполитов, Евгений Константинович, Москва
23. Исаев, Виктор Фёдорович, Московская область
24. Истомина, Анна Петровна, Амурская область

## К
1. Казаков, Пётр Яковлевич, Горьковская область
2. Казанцева, Таисия Григорьевна, Свердловская область
3. Какшина, Лидия Константиновна, Читинская область
4. Калабухов, Фёдор Васильевич, Горьковская область
5. Калашников, Алексей Максимович, Москва
6. Калинин, Анатолий Вениаминович, Ростовская область
7. Калинина, Анна Ивановна, Ленинград
8. Калинина, Зоя Александровна, Сахалинская область
9. Калинина, Татьяна Спиридоновна, Пермская область
10. Калмык, Николай Иосифович, Смоленская область
11. Камаев, Геронтий Леонтьевич, Тульская область
12. Камшалов, Александр Иванович, Калининская область
13. Кантеева, Мария Афанасьевна, Мордовская АССР
14. Карданов, Замихшери Касимович, Ставропольский край
15. Каримов, Мустафа Сафич, Башкирская АССР
16. Карпов, Николай Емельянович, Саратовская область
17. Касаткина, Лидия Александровна, Костромская область
18. Катаев, Евгений Фёдорович, Коми АССР
19. Каурова, Мария Фёдоровна, Брянская область
20. Кацуба, Павел Борисович, Иркутская область
21. Качанов, Александр Иванович, Краснодарский край
22. Кирбякова, Мария Александровна, Москва
23. Киреева, Мария Петровна, Куйбышевская область
24. Кириленко, Андрей Павлович, Свердловская область
25. Кирилихин, Яков Тимофеевич, Белгородская область
26. Кирсанова, Анна Ефимовна, Ленинград
27. Киселёв, Иван Иванович, Горьковская область
28. Киселёва, Екатерина Борисовна, Калининградская область
29. Кичанов, Аркадий Алексеевич, Архангельская область
30. Кишева, Жансурат Мухтаровна, Кабардино-Балкарская АССР
31. Клепиков, Иван Фёдорович, Хабаровский край
32. Клепиковская Капитолина Семёновна, Вологодская область
33. Климантова, Валентина Ионовна, Курганская область
34. Клименко, Иван Ефимович, Ярославская область
35. Клименок, Клавдия Григорьевна, Новосибирская область
36. Климова, Таисия Владимировна, Ростовская область
37. Клокова, Валентина Сергеевна, Мурманская область
38. Клюева, Нина Михайловна, Ульяновская область
39. Ключко, Павел Фёдорович, Читинская область
40. Князев, Филипп Кириллович, Курганская область
41. Князева, Екатерина Александровна, Алтайский край
42. Князева, Лидия Петровна, Кемеровская область
43. Кобылкин, Валентин Алексеевич, Тюменская область
44. Кобяков, Анатолий Николаевич, Владимирская область
45. Коваленко, Константин Иосифович, Башкирская АССР
46. Козлов, Николай Тимофеевич, Московская область
47. Козлов, Сергей Васильевич, Владимирская область
48. Козлов, Станислав Константинович, Москва
49. Козлов, Фрол Романович, Ленинград
50. Козобродов, Алексей Фёдорович, Саратовская область
51. Кокорева, Галина Михайловна, Москва
52. Колесников, Василий Павлович, Липецкая область
53. Колесникова, Мария Васильевна, Саратовская область
54. Колесова, Анна Александровна, Ярославская область
55. Колобова, Пелагея Гавриловна, Свердловская область
56. Колпаков, Борис Тимофеевич, Свердловская область
57. Колпакова, Ирина Александровна, Ленинград
58. Колышкина, Наталия Сергеевна, Курская область
59. Кондратов, Иван Павлович, Курская область
60. Коновалов, Иван Михайлович, Брянская область
61. Коновалов, Николай Леонтьевич, Мурманская область
62. Конончук, Гений Иванович, Кемеровская область
63. Коноплёв, Борис Всеволодович, Пермская область
64. Константинов, Борис Павлович, Ленинград
65. Копенкин, Александр Иванович, Астраханская область
66. Копосова, Тамара Михайловна, Карельская АССР
67. Копыл, Анна Артемьевна, Свердловская область
68. Коржев-Чувелев, Гелий Михайлович, Московская область
69. Корнилов, Иван Никитович, Пензенская область
70. Королькевич, Владимир Петрович, Брянская область
71. Коротаева, Галина Владимировна, Новгородская область
72. Коротеева, Анна Марковна, Липецкая область
73. Коротков, Борис Фёдорович, Пермская область
74. Коротков, Павел Васильевич, Дагестанская АССР
75. Корчагин, Павел Николаевич, Ивановская область
76. Коршунов, Павел Кузьмич, Алтайский край
77. Косарёв, Алексей Тихонович, Москва
78. Косарёва, Антонина Леонтьевна, Ивановская область
79. Косоногов, Алексей Ильич, Сахалинская область
80. Косоплёткин, Роман Тимофеевич, Воронежская область
81. Костяев, Северьян Иванович, Мурманская область
82. Косыгин, Алексей Николаевич, Ярославская область
83. Котельникова, Ксения Емельяновна, Москва
84. Кохов, Николай Иванович, Ульяновская область
85. Кочанов, Виктор Иванович, Саратовская область
86. Кочемасов, Вячеслав Иванович, Ивановская область
87. Кочетков, Николай Георгиевич, Кемеровская область
88. Кочкин, Михаил Игнатьевич, Красноярский край
89. Кравченко, Иван Петрович, Алтайский край
90. Красикова, Антонина Тимофеевна, Ленинград
91. Краснов, Григорий Афанасьевич, Калининская область
92. Краснов, Николай Фёдорович, Куйбышевская область
93. Красный, Сергей Хочекович, Тувинская АССР
94. Крестьянинов, Василий Иванович, Москва
95. Кропачёв, Виталий Матвеевич, Кировская область
96. Кругликов, Николай Павлович, Курганская область
97. Круглов, Алексей Андреевич, Иркутская область
98. Крымов, Михаил Иванович, Воронежская область
99. Ксинтарис, Василий Николаевич, Красноярский край
100. Кублицкая, Надежда Фёдоровна, Смоленская область
101. Кудрявцева, Тамара Николаевна, Астраханская область
102. Кузина, Екатерина Андреевна, Московская область
103. Кузнецов, Михаил Михайлович, Приморский край
104. Кузнецов, Николай Александрович, Москва
105. Кузнецов, Николай Дмитриевич, Куйбышевская область
106. Кузнецова, Галина Александровна, Брянская область
107. Кузнеченкова, Евдокия Степановна, Куйбышевская область
108. Кузюков, Фёдор Фёдорович, Челябинская область
109. Куликова, Лариса Георгиевна, Ростовская область
110. Куличенко, Леонид Сергеевич, Волгоградская область
111. Куприянова, Лидия Пантелеевна, Московская область
112. Кураев, Михаил Тихонович, Московская область
113. Куракина, Вера Дмитриевна, Калужская область
114. Курилов, Григорий Матвеевич, Владимирская область
115. Курочкин, Иван Фёдорович, Калужская область
116. Курцев, Анатолий Иванович, Костромская область
117. Куусинен, Отто Вильгельмович, Ленинград
118. Кухарчук, Раиса Алексеевна, Тульская область
119. Кучкин, Сергей Андреевич, Калининская область
120. Кыдрашев, Чёт Кыдрашевич, Алтайский край

## Л
1. Лабурин, Василий Павлович, Мордовская АССР
2. Лавунов, Пётр Павлович, Амурская область
3. Ланчикова, Ольга Николаевна, Кемеровская область
4. Лапкин, Пётр Афанасьевич, Хабаровский край
5. Ларионова, Антонина Матвеевна, Ленинград
6. Ларцева, Зинаида Яковлевна, Алтайский край
7. Лебедевич, Иван Николаевич, Читинская область
8. Леликов, Алексей Емельянович, Якутская АССР
9. Леонов, Иван Давыдович, Ленинград
10. Лещенко, Иван Павлович, Ставропольский край
11. Литвинов, Виктор Яковлевич, Куйбышевская область
12. Литвишко, Елизавета Александровна, Краснодарский край
13. Лихачёв, Игорь Алексеевич, Новосибирская область
14. Логинов, Вадим Петрович, Ленинградская область
15. Лоншаков, Павел Иванович, Кировская область
16. Лопатин, Пётр Филиппович, Свердловская область
17. Лукьянов, Прокофий Семёнович, Воронежская область
18. Лыкова, Лидия Павловна, Псковская область
19. Лягасов, Адольф Иванович, Горьковская область
20. Ляпин, Владимир Алексеевич, Рязанская область
21. Ляшко, Николай Михайлович, Куйбышевская область

## М
1. Мажаев, Фёдор Александрович, Ленинградская область
2. Мазлумов, Аведикт Лукьянович, Воронежская область
3. Мазовка, Владимир Филиппович, Ростовская область
4. Макаров, Александр Тимофеевич, Рязанская область
5. Макерова, Дина Кирилловна, Омская область
6. Малетина, Раиса Леонтьевна, Курганская область
7. Малинина, Прасковья Андреевна, Костромская область
8. Малиновский, Борис Анатольевич, Иркутская область
9. Мальцев, Виктор Фёдорович, Иркутская область
10. Мальцев, Терентий Семёнович, Курганская область
11. Мальцева, Татьяна Фёдоровна, Воронежская область
12. Малютина, Анна Матвеевна, Новгородская область
13. Мамлеев, Диниахмед Набиулиевич, Вологодская область
14. Мамонов, Александр Александрович, Краснодарский край
15. Мамонтов, Евгений Васильевич, Челябинская область
16. Мануковский, Николай Фёдорович, Воронежская область
17. Марещенков, Пётр Григорьевич, Сахалинская область
18. Марков, Аркадий Терентьевич, Удмуртская АССР
19. Марков, Георгий Мокеевич, Ленинград
20. Маркушевич, Алексей Иванович, Красноярский край
21. Мартынов, Борис Павлович, Татарская АССР
22. Мартынова, Надежда Дмитриевна, Татарская АССР
23. Марфин, Алексей Ильич, Воронежская область
24. Масленников, Михаил Родионович, Челябинская область
25. Масленников, Пётр Иванович, Новосибирская область
26. Маслов, Михаил Егорович, Курская область
27. Маткин, Борис Александрович, Пензенская область
28. Махин, Владимир Евграфович, Мордовская АССР
29. Медунов, Сергей Фёдорович, Краснодарский край
30. Мелешков, Сергей Алексеевич, Пермская область
31. Месяц, Валентин Карпович, Московская область
32. Метликин, Пётр Евсеевич, Мордовская АССР
33. Мешков, Фёдор Степанович, Орловская область
34. Мешковская, Нина Георгиевна, Волгоградская область
35. Мещерякова, Тамара Гордеевна, Тамбовская область
36. Микоян, Анастас Иванович, Ростовская область
37. Миллионщиков, Михаил Дмитриевич, Москва
38. Минеев, Борис Иванович, Свердловская область
39. Мирошниченко, Клавдия Михайловна, Воронежская область
40. Мирошниченко, Николай Михайлович, Воронежская область
41. Мисник, Михаил Иванович, Дагестанская АССР
42. Мисюков, Николай Прокопьевич, Алтайский край
43. Митракова, Тамара Дмитриевна, Ленинград
44. Митрошин, Александр Алексеевич, Воронежская область
45. Михайлов, Дмитрий Иванович, Башкирская АССР
46. Михайлова, Антонина Тимофеевна, Башкирская АССР
47. Мишина, Вера Владимировна, Ярославская область
48. Мольков, Николай Николаевич, Владимирская область
49. Монахов, Василий Иванович, Тульская область
50. Мороз, Мария Фёдоровна, Челябинская область
51. Морозов, Иван Степанович, Ивановская область
52. Морцева, Ольга Павловна, Горьковская область
53. Москвичёв, Иван Романович, Марийская АССР
54. Мощевитин, Андрей Дмитриевич, Московская область
55. Мурачуев, Магомед Махмудович, Дагестанская АССР
56. Мурмель, Николай Кузьмич, Краснодарский край
57. Мухотина, Зинаида Петровна, Алтайский край
58. Мыларщиков, Владимир Павлович, Тамбовская область
59. Мытниченко, Василий Петрович, Томская область
60. Мясников, Георг Васильевич, Пензенская область

## Н
1. Нагорный, Иван Михайлович, Ставропольский край
2. Надибаидзе, Шалико Георгиевич, Приморский край
3. Назаров, Геннадий Фёдорович, Владимирская область
4. Назипов, Камиль Шагитович, Татарская АССР
5. Наймушин, Иван Иванович, Иркутская область
6. Насыров, Гаяс Закирович, Пермская область
7. Натарова, Галина Яковлевна, Ярославская область
8. Начинкин, Николай Александрович, военный избирательный округ
9. Небаронов, Алий Александрович, Вологодская область
10. Некрасов, Евгений Николаевич, Кировская область
11. Немцев, Сергей Александрович, Сахалинская область
12. Немчинова, Евгения Ивановна, Челябинская область
13. Непшекуев, Сагид Тагирович, Краснодарский край
14. Неронов, Георгий Дмитриевич, Ростовская область
15. Нескоромная, Екатерина Михайловна, Воронежская область
16. Нечепаев, Серафим Карпович, Хабаровский край
17. Нешков, Хрисанф Павлович, Калининская область
18. Никитин, Валентин Дмитриевич, Кемеровская область
19. Никитина, Мария Васильевна, Башкирская АССР
20. Никитина, Таисия Николаевна, Удмуртская АССР
21. Никитюк, Иван Ульянович, Амурская область
22. Никишин, Сергей Сергеевич, Орловская область
23. Николаев, Андриян Григорьевич, Чувашская АССР
24. Никониченко, Клара Дмитриевна, Краснодарский край
25. Новиков, Анатолий Григорьевич, Рязанская область
26. Новиков, Николай Тимофеевич, Магаданская область
27. Новиков, Нил Дмитриевич, Липецкая область
28. Новикова, Лариса Александровна, Свердловская область
29. Новикова, Нина Григорьевна, Курская область
30. Новицкий, Леонид Кузьмич, Омская область
31. Новосёлов, Николай Георгиевич, Читинская область
32. Нужин, Михаил Тихонович, Татарская АССР

## О
1. Овчинникова, Александра Яковлевна, Якутская АССР
2. Одинцова, Лидия Егоровна, Коми АССР
3. Окунев, Иван Васильевич, Свердловская область
4. Олифиров, Фёдор Акимович, Архангельская область
5. Омарцев, Георгий Николаевич, Татарская АССР
6. Оненко, Николай Антонович, Хабаровский край
7. Опаленова, Валентина Александровна, Москва
8. Орешков, Анатолий Георгиевич, Красноярский край
9. Орлов, Владимир Павлович, Куйбышевская область
10. Орлов, Сергей Дмитриевич, Белгородская область
11. Орлова, Галина Григорьевна, Красноярский край
12. Осипчик, Борис Александрович, Псковская область
13. Остапов, Вадим Григорьевич, Краснодарский край
14. Осташко, Владимир Иванович, Калужская область
15. Островский, Николай Григорьевич, Башкирская АССР
16. Отдельнова, Александра Максимовна, Горьковская область
17. Ошмарина, Таисия Афанасьевна, Красноярский край

## П
1. Павленко, Мария Ефремовна, Приморский край
2. Павлов, Владимир Яковлевич, Москва
3. Павлов, Геннадий Герасимович, Мурманская область
4. Павлов, Дмитрий Васильевич, Саратовская область
5. Панасенко, Людмила Ивановна, Приморский край
6. Панкова, Анна Яковлевна, Москва
7. Парамонов, Леонид Павлович, Горьковская область
8. Пароятников, Дмитрий Тарасович, военный избирательный округ
9. Пастухов, Борис Николаевич, Москва
10. Паузин, Николай Иванович, Горьковская область
11. Пащенко, Николай Евгеньевич, Москва
12. Педан, Николай Архипович, Краснодарский край
13. Первенцев, Аркадий Алексеевич, Краснодарский край
14. Перегудова, Валентина Михайловна, Алтайский край
15. Петров Борис Александрович, Оренбургская область
16. Петров, Евгений Александрович, Калининская область
17. Петров, Иван Иванович, Пермская область
18. Петров, Иван Михайлович, Пермская область
19. Петров, Михаил Васильевич, Москва
20. Петров, Сергей Иванович, Челябинская область
21. Петухов, Фёдор Дмитриевич, Свердловская область
22. Печникова, Елизавета Даниловна, Московская область
23. Пешляев, Николай Данилович, Челябинская область
24. Пинчукова, Ольга Ефремовна, Тюменская область
25. Писарев, Николай Павлович, Вологодская область
26. Плотников, Григорий Павлович, Ростовская область
27. Подгаев, Григорий Ефимович, Хабаровский край
28. Подельщиков, Григорий Васильевич, Московская область
29. Пожидаев, Виктор Павлович, Омская область
30. Покачалов, Николай Андреевич, Куйбышевская область
31. Полубояров, Павел Павлович, Башкирская АССР
32. Полющенков, Григорий Григорьевич, Татарская АССР
33. Полянский, Дмитрий Степанович, Алтайский край
34. Помогалова, Пелагея Фёдоровна, Воронежская область
35. Пономарёва, Феоктиста Порфирьевна, Тюменская область
36. Попов, Алексей Иванович, Пермская область
37. Попов, Борис Александрович, Ленинградская область
38. Попов, Дмитрий Петрович, Ставропольский край
39. Попов, Иван Константинович, Курганская область
40. Попов, Константин Степанович, Белгородская область
41. Попов, Николай Спиридонович, Волгоградская область
42. Попова, Анна Дмитриевна, Челябинская область
43. Попова, Мария Андреевна, Калининградская область
44. Потехин, Николай Алексеевич, Орловская область
45. Праведнов, Виктор Фёдорович, Ульяновская область
46. Приезжев, Николай Семёнович, Рязанская область
47. Прозоров, Пётр Алексеевич, Кировская область
48. Протозанов, Александр Константинович, Тюменская область
49. Прохоров, Василий Ильич, Горьковская область
50. Прохоров, Василий Петрович, Московская область
51. Прудников, Григорий Николаевич, Калужская область
52. Пруцаков, Иван Алексеевич, Ростовская область
53. Прушинский, Яков Андреевич, Калининградская область
54. Прыгина, Александра Тимофеевна, Краснодарский край
55. Прядко, Василий Иванович, Иркутская область
56. Пугачёв, Логин Прокофьевич, Горьковская область
57. Пустовойт, Василий Степанович, Краснодарский край
58. Пушкарёва, Валентина Ивановна, Кировская область
59. Пушков, Константин Георгиевич, Московская область
60. Пышкова, Варвара Михайловна, Московская область
61. Пьяных, Иван Васильевич, Курская область

## Р
1. Разумовский, Иван Иванович, Горьковская область
2. Рамеева, Сания Каримовна, Татарская АССР
3. Расторгуева, Мария Филипповна, Волгоградская область
4. Рахимкулов, Гизяр Шазиянович, Башкирская АССР
5. Ребрик, Николай Фёдорович, Смоленская область
6. Ревякина, Зинаида Михайловна, Кемеровская область
7. Решетов, Пётр Николаевич, Смоленская область
8. Рогова, Минна Ильинична, Новосибирская область
9. Родин, Иван Семёнович, Красноярский край
10. Родионов, Пётр Георгиевич, Саратовская область
11. Рожнева, Мария Ивановна, Московская область
12. Романов, Григорий Васильевич, Ленинград
13. Романова, Любовь Фёдоровна, Саратовская область
14. Романчук, Екатерина Григорьевна, Приморский край
15. Руд, Екатерина Федотовна, Челябинская область
16. Руденко, Василий Тихонович, Белгородская область
17. Руденко, Николай Григорьевич, Ростовская область
18. Руднева, Валентина Прокопьевна, Свердловская область
19. Рункин, Василий Филиппович, Ленинградская область
20. Русинова, Анна Алексеевна, Томская область
21. Рыбаков, Юрий Зиновьевич, Ленинград
22. Рыбалко, Александра Николаевна, Белгородская область
23. Рыбина, Клавдия Игнатьевна, Свердловская область
24. Рыбченко, Иван Данилович, Алтайский край
25. Рыжавина, Мария Алексеевна, Рязанская область
26. Рыжова, Лидия Григорьевна, Москва
27. Рытов, Андрей Герасимович, военный избирательный округ
28. Рычкова, Лидия Александровна, Вологодская область
29. Рютин, Пётр Георгиевич, Оренбургская область
30. Рябина, Галина Степановна, Чувашская АССР
31. Рябов, Яков Петрович, Свердловская область
32. Рязанов, Иван Ефимович, Краснодарский край
33. Ряпосов, Иван Иосифович, Пермская область

## С
1. Сабетов, Константин Ильич, Тамбовская область
2. Сабирова, Таския Мухаметовна, Татарская АССР
3. Савельева, Валентина Ивановна, Карельская АССР
4. Савин, Анатолий Васильевич, Костромская область
5. Савинова, Клара Борисовна, Иркутская область
6. Самков, Павел Платонович, Пермская область
7. Самодаев, Евгений Тимофеевич, Москва
8. Самылина, Лариса Фёдоровна, Горьковская область
9. Сангаев, Эренжен Агильджанович, Калмыцкая АССР
10. Санжиева, Цыпылма, Читинская область
11. Санникова, Екатерина Яковлевна, Чечено-Ингушская АССР
12. Сафина, Ляйля Асраровна, Башкирская АССР
13. Сафиулина, Таисья Пахомовна, Кемеровская область
14. Сафронов, Пётр Георгиевич, Красноярский край
15. Сафутин, Павел Александрович, Свердловская область
16. Светличный, Михаил Петрович, Московская область
17. Семёнов, Василий Иванович, Горьковская область
18. Семенов, Николай Анатольевич, военный избирательный округ
19. Семёнова, Зинаида Фёдоровна, Москва
20. Сёмина, Мария Яковлевна, Липецкая область
21. Сергеев, Владимир Дмитриевич, военный избирательный округ
22. Сергеев, Николай Иванович, Новосибирская область
23. Серикова, Евдокия Ивановна, Воронежская область
24. Серов, Владимир Александрович, Москва
25. Сизов, Фёдор Яковлевич, Мурманская область
26. Симагина, Вера Александровна, Оренбургская область
27. Синцова, Таисия Егоровна, Бурятская АССР
28. Сиренко, Людмила Николаевна, Краснодарский край
29. Ситнова, Антонина Николаевна, Московская область
30. Скачков, Василий Фёдорович, Свердловская область
31. Скороходов, Дмитрий Захарович, Краснодарский край
32. Скрябин, Валерий Степанович, Якутская АССР
33. Слепнёва, Антонина Ивановна, Калининская область
34. Слепухин, Анатолий Андреевич, Ленинград
35. Служенко, Георгий Васильевич, Калининская область
36. Смирнов, Александр Николаевич, Ивановская область
37. Смирнов, Григорий Лаврентьевич, Пензенская область
38. Смирнов, Лев Николаевич, Татарская АССР
39. Смирнов, Николай Иванович, Новосибирская область
40. Смирнова, Валентина Ивановна, Свердловская область
41. Смирнова, Зоя Леонидовна, Москва
42. Смирнова, Лидия Владимировна, Вологодская область
43. Смирнова, Мария Ивановна, Удмуртская АССР
44. Смирнова, Татьяна Георгиевна, Москва
45. Смирный, Михаил Кузьмич, Омская область
46. Созинова, Мария Тимофеевна, Кировская область
47. Соколова, Маргарита Николаевна, Пензенская область
48. Соловьёв, Игорь Георгиевич, Саратовская область
49. Соминич, Василий Григорьевич, Ленинградская область
50. Сорокина, Вера Васильевна, Москва
51. Сосков, Филипп Платонович, Московская область
52. Софьина, Раиса Степановна, Архангельская область
53. Спиридонов, Алексей Михайлович, Новосибирская область
54. Спицын, Александр Николаевич, военный избирательный округ
55. Старицын, Михаил Константинович, Камчатская область
56. Старицына, Нина Александровна, Пермская область
57. Старцев, Александр Иванович, Пермская область
58. Старцев, Фёдор Иванович, Свердловская область
59. Степаков, Владимир Ильич, Новгородская область
60. Степанова, Зоя Егоровна, Псковская область
61. Столетов, Всеволод Николаевич, Новосибирская область
62. Ступников, Михаил Максимович, Амурская область
63. Субботин, Михаил Иванович, Пермская область
64. Суслов, Михаил Андреевич, Куйбышевская область
65. Сухих, Анисья Александровна, Горьковская область
66. Сухоруков, Павел Степанович, Челябинская область
67. Сухорукова, Тамара Алексеевна, Новосибирская область
68. Сушков, Тихон Степанович, Владимирская область
69. Сысоев, Пётр Петрович, Удмуртская АССР
70. Сысоева, Любовь Андреевна, Московская область

## Т
1. Тамарова, Евдокия Лукинична, Алтайский край
2. Тартышев, Никифор Никифорович, Читинская область
3. Ташлыкова, Людмила Анатольевна, Иркутская область
4. Тащилкина, Таиса Константиновна, Приморский край
5. Твардовский, Александр Трифонович, Москва
6. Темнова, Анастасия Михайловна, Краснодарский край
7. Тетерюков, Константин Степанович, Иркутская область
8. Тикунов, Вадим Степанович, Чечено-Ингушская АССР
9. Тимаков, Гавриил Трофимович, Красноярский край
10. Тимергазин, Кадыр Рахимович, Башкирская АССР
11. Тимофеев, Николай Владимирович, Архангельская область
12. Титков, Иван Михайлович, Оренбургская область
13. Титова, Галина Ивановна, Ростовская область
14. Тихомиров, Валериан Андреевич, Горьковская область
15. Ткаченко, Алексей Дмитриевич, Волгоградская область
16. Токарев, Николай Гаврилович, Тюменская область
17. Токарева, Вера Ивановна, Ставропольский край
18. Толубко, Владимир Фёдорович, военный избирательный округ
19. Томский, Николай Васильевич, Московская область
20. Торопов, Василий Фёдорович, Ярославская область
21. Точёнов, Сергей Ефимович, Тульская область
22. Третьякова, Екатерина Захаровна, Алтайский край
23. Трофимов, Владимир Васильевич, Ставропольский край
24. Трофимук, Андрей Алексеевич, Новосибирская область
25. Трубилин, Иван Тимофеевич, Краснодарский край
26. Трубинова, Людмила Филипповна, Пермская область
27. Трубицын, Евгений Георгиевич, Смоленская область
28. Тунаков, Павел Дмитриевич, Татарская АССР
29. Тупицын, Михаил Николаевич, Чувашская АССР
30. Тупольский, Прокофий Яковлевич, Ставропольский край
31. Тупченко, Юрий Петрович, Ростовская область
32. Туровцев, Виктор Иванович, Москва
33. Турок, Василий Иванович, Алтайский край
34. Турчин, Николай Давыдович, Кемеровская область
35. Тюлькина, Мария Ивановна, Пермская область
36. Тятенкова, Пелагея Фёдоровна, Смоленская область

## У
1. Уварова, Зоя Никитична, Куйбышевская область
2. Уполовникова, Анна Васильевна, Саратовская область
3. Уразбахтин, Нурулла Хабибрахманович, Башкирская АССР
4. Урусов, Семён Никитич, Тюменская область
5. Усанова, Мария Петровна, Рязанская область
6. Усов, Виктор Павлович, Краснодарский край
7. Устименко, Алексей Филиппович, Костромская область
8. Ушаков, Борис Сергеевич, Тамбовская область
9. Уянаев, Чомай Баталович, Кабардино-Балкарская АССР

## Ф
1. Фаддеев, Григорий Григорьевич, Иркутская область
2. Фадеев, Иван Иванович, Алтайский край
3. Фадеев, Михаил Матвеевич, Ульяновская область
4. Фатхуллина, Назия Гайнулловна, Татарская АССР
5. Феданов, Владимир Петрович, Коми АССР
6. Федина, Зоя Тимофеевна, Ставропольский край
7. Фёдоров, Иван Егорович, Липецкая область
8. Ферзалиева, Саимат Керимовна, Дагестанская АССР
9. Филатова, Раиса Александровна, Челябинская область
10. Филиппова, Мария Игнатьевна, Марийская АССР
11. Фоменко, Анна Яковлевна, Краснодарский край
12. Фомина, Александра Николаевна, Оренбургская область
13. Фомина, Пелагея Ефремовна, Архангельская область
14. Фрайонов, Николай Дмитриевич, Московская область
15. Фролов, Александр Васильевич, Рязанская область
16. Фролова, Нина Гавриловна, Брянская область
17. Фырина, Раиса Ивановна, Воронежская область

## Х
1. Хализова, Мария Ивановна, Башкирская АССР
2. Халиков, Хабибнажар Хидиятович, Башкирская АССР
3. Халипов, Иван Фёдорович, Удмуртская АССР
4. Хамзяева, Мухсина Зулькарнаевна, Астраханская область
5. Харин, Алексей Петрович, Оренбургская область
6. Харченко, Зоя Семёновна, Москва
7. Хасанова, Мунира Галимзяновна, Башкирская АССР
8. Хасанова, Райхана Ахметсафовна, Татарская АССР
9. Хахалов, Александр Уладаевич, Бурятская АССР
10. Хелмицкий, Николай Аркадьевич, Омская область
11. Хетагурова, Тамара Солтановна, Северо-Осетинская АССР
12. Хитров, Михаил Дмитриевич, Белгородская область
13. Хлебова, Екатерина Никитична, Тульская область
14. Хованская, Анна Фёдоровна, Смоленская область
15. Ходакова, Нина Ивановна, Куйбышевская область
16. Хохлов, Михаил Максимович, Курская область
17. Хочунская, Евдокия Александровна, Иркутская область
18. Хрущёв, Никита Сергеевич, Москва
19. Хубаев, Геннадий Александрович, Кабардино-Балкарская АССР

## Ц
1. Царукьян, Серафим Карпович, Ростовская область
2. Цыремпилова, Гомбо-Цырен Гончиковна, Бурятская АССР

## Ч
1. Чалков, Глеб Зиновьевич, Горьковская область
2. Чахкиев, Осман Асламбекович, Чечено-Ингушская АССР
3. Чащина, Вена Васильевна, Кемеровская область
4. Чеботаревский, Виктор Иванович, Саратовская область
5. Чемодуров, Анатолий Андреевич, Воронежская область
6. Червина, Мария Викторовна, Архангельская область
7. Червова, Антонина Андреевна, Красноярский край
8. Чередниченко, Константин Константинович, Волгоградская область
9. Черенков, Алексей Васильевич, Башкирская АССР
10. Черкасов, Михаил Сергеевич, Липецкая область
11. Чернеева, Мария Фёдоровна, Куйбышевская область
12. Чёрный, Василий Ильич, Тамбовская область
13. Чернышёв, Владимир Васильевич, Москва
14. Чернышёв, Павел Гаврилович, Оренбургская область
15. Чернышёва, Зоя Александровна, Тамбовская область
16. Черняев, Алексей Павлович, Куйбышевская область
17. Чиков, Павел Степанович, Тюменская область
18. Чистяков, Иван Петрович, Магаданская область
19. Чичикин, Пётр Андреевич, Чувашская АССР
20. Чмутов, Николай Иванович, Волгоградская область
21. Чугунов, Григорий Иванович, Свердловская область
22. Чудинов, Павел Григорьевич, Ленинград
23. Чуканов, Олимп Алексеевич, Тульская область
24. Чуксеев, Яков Корнеевич, Тульская область
25. Чулаки, Михаил Иванович, Ленинград
26. Чупий, Василий Васильевич, Карельская АССР
27. Чуркин, Альберт Никитович, Краснодарский край
28. Чусляев, Анатолий Александрович, Саратовская область

## Ш
1. Шабалина, Галина Михайловна, Кировская область
2. Шаймеева, Зямиля Хаммадеевна, Татарская АССР
3. Шамин, Роман Васильевич, Пензенская область
4. Шамхалов, Шахрудин Магомедович, Дагестанская АССР
5. Шапуров, Сергей Иванович, Курская область
6. Шарабаева, Анна Ивановна, Калининская область
7. Шарыгин, Юрий Евгеньевич, Псковская область
8. Шаталин, Григорий Иванович, Кировская область
9. Шафиков, Габбас Фатх-Рахманович, Башкирская АССР
10. Шверник, Николай Михайлович, Московская область
11. Швецова, Нина Александровна, Горьковская область
12. Шевцов, Павел Семёнович, Ростовская область
13. Шевченко, Сергей Васильевич, Омская область
14. Шелкоусов, Иван Никитович, Оренбургская область
15. Шеметова, Мария Григорьевна, Омская область
16. Шершеневский, Анатолий Александрович, Калининская область
17. Шестакова, Капитолина Павловна, Пермская область
18. Шестерикова, Фаина Николаевна, Мордовская АССР
19. Шилина, Татьяна Сергеевна, Пензенская область
20. Шильдкрот, Мендель Аббович, Московская область
21. Широкшина, Нина Андреевна, Кировская область
22. Шишокина, Клавдия Михайловна, Московская область
23. Шкурко, Евгений Павлович, Челябинская область
24. Шмарев, Алексей Тихонович, Татарская АССР
25. Штепо, Виктор Иванович, Волгоградская область
26. Штыкова, Елизавета Ивановна, Ивановская область
27. Шуляков, Илья Павлович, Тюменская область
28. Шумилов, Василий Тимофеевич, Ленинградская область
29. Шундик, Надежда Ивановна, Хабаровский край
30. Шуралёва, Вера Васильевна, Владимирская область
31. Шурнов, Анатолий Александрович, Рязанская область

## Щ
1. Щавелева, Тамара Васильевна, Ивановская область
2. Щеглов, Николай Петрович, Хабаровский край
3. Щедрин Родион Константинович, Москва

## Э
1. Эльдарова, Роза Абдул-Басыровна, Дагестанская АССР

## Ю
1. Югов, Василий Ильич, Оренбургская область
2. Юдин, Евгений Владимирович, Свердловская область
3. Юнеев, Виктор Михайлович, Горьковская область
4. Юренкова, Анна Сергеевна, Московская область
5. Юферова, Валентина Леонтьевна, Алтайский край
6. Юшкин, Иван Васильевич, Мордовская АССР
7. Ющенко, Вера Павловна, Краснодарский край

## Я
1. Якимов, Григорий Протасович, Новосибирская область
2. Яковлев, Константин Константинович, Брянская область
3. Якубовский, Фуад Борисович, Красноярский край
4. Ярковая, Екатерина Фёдоровна, Ставропольский край
5. Яскина, Ефимия Давыдовна, Мордовская АССР
6. Яснов, Михаил Алексеевич, Татарская АССР
7. Яхницкий, Георгий Фёдорович, Костромская область
8. Яценко, Анна Моисеевна, Иркутская область